# ستيف أندرسون (مغني)
ستيف أندرسون (بالإنجليزية: Steve Anderson)‏ هو مغني وكاتب أغاني ومنتج أسطوانات أمريكي، ولد في 1969 في ساوثند أون سي في المملكة المتحدة.

## وصلات خارجية
- الموقع الرسمي
- ستيف أندرسون على موقع ميوزك برينز (الإنجليزية)
- ستيف أندرسون على موقع أول ميوزيك (الإنجليزية)
- ستيف أندرسون على موقع أول ميوزيك (الإنجليزية)
- ستيف أندرسون على موقع ديسكوغز (الإنجليزية)